# كايد جرادات
كايد خليل محمد جرادات (أبو خليل؛ 1956–2023) دبلوماسي فلسطيني، كان سفيرًا لمنظمة التحرير الفلسطينية لدى جيبوتي ومدغشقر ورئيسًا لبلدية سعير.

## حياته
وُلد كايد جرادات في الخليل لأسرة من بلدة سعير في 12 أكتوبر 1956 إبان الإدارة الأردنية للضفة الغربية. تلقى تعليمه المدرسي الابتدائي والإعدادي في سعير وحصل على شهادة الثانوية العامة عام 1974 من مدرسة ذكور حلحول الثانوية.
انضم إلى حركة فتح عام 1975. كان رئيسًا للاتحاد العام لطلبة فلسطين في اليمن الجنوبي. حصل على شهادة البكالوريوس في الأدب الإنجليزي من جامعة عدن عام 1980.
عمل مديرًا لمكتب منظمة التحرير الفلسطينية لدى جيبوتي بين عامي 1983 و1988، ولدى مدغشقر بين عامي 1988 و1992.
حصل من الأكاديمية العلمية المجرية على شهادة الماجستير عام 1990، وشهادة الدكتوراه في عام 1997.
عاد إلى الأراضي الفلسطينية عام 1997 بعد اتفاق السلام بين منظمة التحرير الفلسطينية وإسرائيل. عمل في هيئة التوجيه السياسي والمعنوي ولاحقًا في وزارة الداخلية الفلسطينية حتى تقاعده عام 2012.
كان أمينًا لسر شمال الخليل بين عامي 1999 و2007.
عام 2012، صار رئيسًا لبلدية سعير بعد انتخابه في الانتخابات المحلية الفلسطينية 2012 واستمرت ولايته حتى عام 2017.

## وفاته
تُوفي يوم 22 يوليو 2023 نتيجة لتوقف القلب، ودُفن يوم 27 يوليو 2023.